# Danny Steinmann
Daniel B. „Danny“ Steinmann (* 7. Januar 1942 in New York City; † 18. Dezember 2012) war ein US-amerikanischer Filmregisseur.

## Leben
Steinmann wurde als Sohn des von der Ostküste stammenden Kunsthändlers Herbert R. Steinmann und seiner Frau in New York City geboren.
Er startete seine Filmkarriere als Erotikfilmregisseur und Drehbuchautor des Hardcore-Pornofilms High Rise, welchen er unter dem Pseudonym Danny Stone in Dover, Delaware drehte. 1976 und 1977 arbeitete er als Co-Produzent an Arthur Hillers The Man in the Glass Boot und als Associate Producer an Gene Roddenberrys übernatürlichem Fernsehfilm Spectre. Daneben drehte er mit seiner Produktionsfirma in Puerto Rico diverse Werbefilme, beispielsweise für House of Pancakes, die Chase Manhattan Bank und Wesson Oil.
1980 drehte er unter dem Pseudonym „Peter Foleg“ seinen ersten Mainstream-Film mit dem Horror-Thriller The Unseen. Es folgte 1984 die Regie beim Film Savage Streets mit Linda Blair. 1985 drehte er für Paramount Pictures den Film Freitag der 13. – Ein neuer Anfang.
Freitag der 13. war sein letzter Mainstream-Film und er kehrte 1987 als Produzent in die Erotik-Branche zurück.
Steinmann starb am 18. Dezember 2012 im Alter von 70 Jahren in Los Angeles.

## Filmografie

### Filme
- 1973: High Rise
- 1980: The Unseen – Das unsichtbare Böse
- 1984: Savage Street – Straße der Gewalt
- 1985: Freitag der 13. – Ein neuer Anfang (Friday the 13th: A New Beginning)

### Dokumentationen
- 2009: His Name Was Jason: 30 Years of Friday the 13th
- 2013: Crystal Lake Memories: The Complete History of Friday the 13th